# Schamgefühl
Das Schamgefühl gehört zu den bei allen Menschen auftretenden Affekten. Auslöser für Schamgefühle können innerseelische Vorgänge sein, wie zum Beispiel der Eindruck von Peinlichkeit oder Verlegenheit, aber auch die Bloßstellung oder Beschämung durch andere Menschen in Form von Demütigungen oder Kränkungen. In Verbindung mit vegetativen Begleiterscheinungen, wie beispielsweise dem Erröten, sind Schamgefühle auch für Außenstehende wahrnehmbar.
Die Fähigkeit, Scham zu empfinden, gilt als angeboren. Im zwischenmenschlichen Kontakt kommt es zu einer Ausdifferenzierung. Die Anlässe für ein Schamgefühl variieren zwischen sozialisations- und kulturbedingten sowie entsprechend der individuellen Veranlagung und der aktuellen Befindlichkeit. Die Intensität der Empfindung kann sich redensartlich vom „peinlichen Berührtsein“ bis zum „Im-Boden-Versinken“ erstrecken.
Beschämungen und Schamgefühle sind nicht allein individuelle Phänomene, sondern werden auch in mehr oder minder großen sozialen Gruppierungen verursacht und erlitten. Die damit verbundenen Kränkungen des Selbstwertgefühls erzeugen ein breites Spektrum unterschiedlicher Reaktions- und Verarbeitungsweisen. Der Erforschung und Deutung, teils auch der Behandlung von Schamgefühlen, widmen sich eine Reihe sozial-, geistes- und naturwissenschaftlicher Disziplinen.

## Begriff
Aufgrund der Komplexität und Vielschichtigkeit des Schamgefühls werden Analysen häufig an binären Unterscheidungen festgemacht, um bestimmte Aspekte herauszuarbeiten. So wird zwischen moralischer und imagebezogener Scham, zwischen internalisierter und externalisierter Scham, zwischen gesunder und pathologischer Scham oder zwischen destruktiver und konstruktiver Scham unterschieden. Als Gegenpol zur Scham kann das Gefühl des Stolzes betrachtet werden, das mit Situationen einhergeht, die das Selbstwertgefühl aufwerten.
Der Sozialpsychologe Jonas Rees definiert Scham als „aversive Emotion, die häufig mit einem Gefühl der Unzulänglichkeit einhergeht“. Sie wird empfunden, wenn das Selbstbild einer Person nicht mit dem Bild übereinstimmt, das andere Personen von ihr haben, oder das die Person selbst aufgrund bestimmter Umstände von sich gewinnt. Für Brené Brown ist Scham die Empfindung persönlicher Fehlerhaftigkeit und hat mit der Angst vor Zugehörigkeitsverlust zu tun. Im Extremfall ist Scham „das Gefühl, dass nichts mehr zu retten sei, wenn die anderen einem auf die Schliche kommen.“
Sowohl individuell als auch kulturell wird Scham häufig im Verhältnis zu Schuld betrachtet. Da ebenfalls in sozialen Normen verankert, ist das Schuldgefühl mit dem Schamgefühl verwandt, so Michael Raub. „Man lädt Schuld auf sich, wenn man gegen eine Norm verstoßen hat, ohne daß aber die eigene Person sich davon in ihrem Innersten durch Bloßstellung vor anderen entwertet fühlen muß.“ In Mustern der Schamkultur bewegt sich im Sinne einer solchen Unterscheidung, „wer ein unerwünschtes, unerlaubtes Verhalten aus Furcht vor Liebesentzug oder Strafe unterlässt“, so Ulrich Greiner. Einer Schuldkultur hingegen folge, wer durch sein Gewissen bestimmt wird, etwas zu unterlassen. Das Ineinandergreifen von Scham und Schuld kommt im Begriff der Gewissensscham zum Ausdruck. Sie fußt auf dem Grundbedürfnis nach Integrität und signalisiert Verletzungen der eigenen moralischen und ethischen Wertvorstellungen. Nach Wurmser ist Scham „die Wächterin der inneren Realität“. Schambesetzte Schuldgefühle resultieren demnach aus Gewissenskonflikten. Diese gründen in anerzogenen und übernommenen Moralvorstellungen, die im Laufe des Lebens modifiziert oder ersetzt werden können.
Im Zusammenhang mit den Funktionen der Scham behandelt Wolfgang Blankenburg eine „behütende Scham“ am Beispiel von Künstlern, die sich etwa scheuen, ein Bild zu zeigen, das ihnen noch nicht ausgereift oder gut genug erscheint, an das sie aber vielleicht große Erwartungen knüpfen: ein Verhüllen aus Scheu vor einer voreiligen Kritik, die die im Werk angelegten Potenziale verkennt. Zudem reflektiert Blankenburg eine Scham des Erkennenden, die die Schutzbedürftigkeit des Gegenübers achtet: „Es gibt einen ‚Takt‘, der gegenüber dem Begegnenden fragt, wie er /sie/es verstanden sein möchte, welche Herangehensweise ihm adäquat wäre.“
Etymologisch leitet sich das deutsche Wort Scham von althochdeutsch scama bzw. altsächsisch skama ab, das auf germanisch skamo mit der Bedeutung „Schamgefühl, Beschämung, Schande“ zurückgeht. Die indogermanische Wurzel kam/kem kann mit „zudecken, verschleiern oder verbergen“ übersetzt werden und zeigt, „wie eng das Gefühl der Scham mit der Vorstellung des Sichverbergens verbunden ist“. Die meisten europäischen Sprachen unterscheiden zwischen einem Gefühl für Scham und dem Beschämt-sein (z. B. „Scham“ und „Schande“ im Deutschen oder honte und pudeur im Französischen).

## Erscheinungsbild

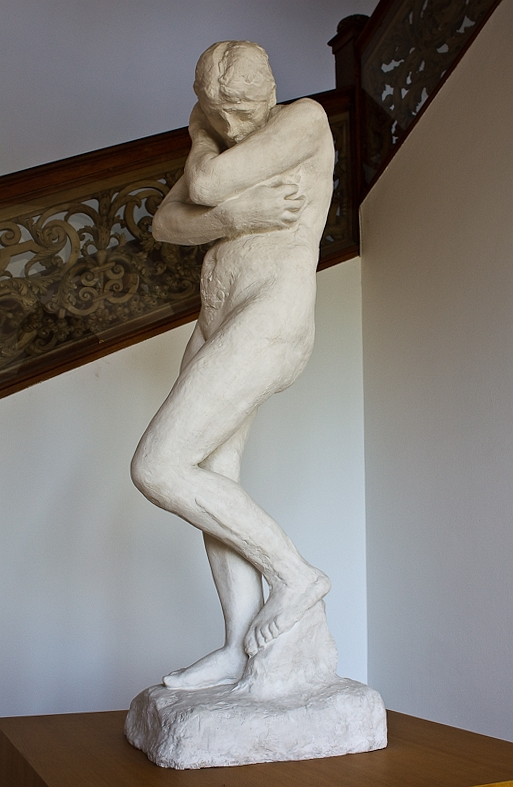
Eva nach dem Sündenfall, Auguste Rodin

Nach Léon Wurmser ist Scham „in ihren typischen Grundzügen komplex und variabel, viel eher eine Palette von eng verwandten Affekten als ein simpler, klar abgegrenzter Affekt“.

### Körperliche Begleiterscheinungen
Eine typische Begleiterscheinung des Schamgefühls ist die Schamröte, eine Reaktion des vegetativen Nervensystems, die eine verstärkte Blutzufuhr im Gesicht verursacht und es erröten lässt. Als innerlich wahrnehmbare und nach außen sichtbare Reaktion kann das Bewusstsein, rot geworden zu sein, die Schamempfindung noch verstärken. Im Allgemeinen scheinen Kinder und Jugendliche schneller rot zu werden als Erwachsene, doch nicht alle Menschen erröten, wenn sie Scham empfinden. Auch ein besonders breites Grinsen oder verlegenes Lachen gelten als mögliche Anzeichen der Scham. Weitere Körperreaktionen akuter Schamgefühle können Stressreaktionen wie ein erhöhter Puls, Schweißausbrüche, Schwindel und Herzklopfen sein.
Wird im Bereich der Körpersprache der Blickkontakt unterbrochen, kann das Schamgefühle signalisieren. Sie können von Gesten begleitet werden, wie das Senken des Kopfes oder das Verbergen der Augen mit den Händen. Im Internetjargon ist diese Geste als Facepalm bekannt und wird in Memes und als Emoticon genutzt, um Fremdscham auszudrücken. Die Körperhaltung tendiert dazu, sich zusammenzurollen und den Körper kleiner erscheinen zu lassen. Gestik und Gang sind oft gehemmt und können durch drehende, ausweichende Bewegungen einem Davonschleichen und Hinauswinden gleichen. Die Intensität, mit der das Erleben von Scham beginnt, kann zu einem Verlust der Geistesgegenwart führen, sodass die Sprache stockt oder es zum Stottern kommt.

### Varianten
Abhängig von Alter, Geschlecht, Charakter und aktueller Lebenssituation werden Schamgefühle unterschiedlich erlebt und verarbeitet. So hat jeder Mensch eine persönliche „Schambiografie“.
Die Philosophin Inga Claudia Römer bezeichnet die Scham als eine affektive Erfahrung eines Mangels, „in der eine dreigliedrige Grundstruktur zu erkennen ist: ‚Jemand (1) schämt sich für etwas (2) vor jemandem (3)‘“. Auf Basis dieser allgemein definierten Grundstruktur der Scham lassen sich verschiedene Erscheinungsformen beschreiben, die sich in ihren Zusammenhängen, Auslösern, Beweggründen, Reaktionen und Bewertungen unterscheiden:

#### Körperscham

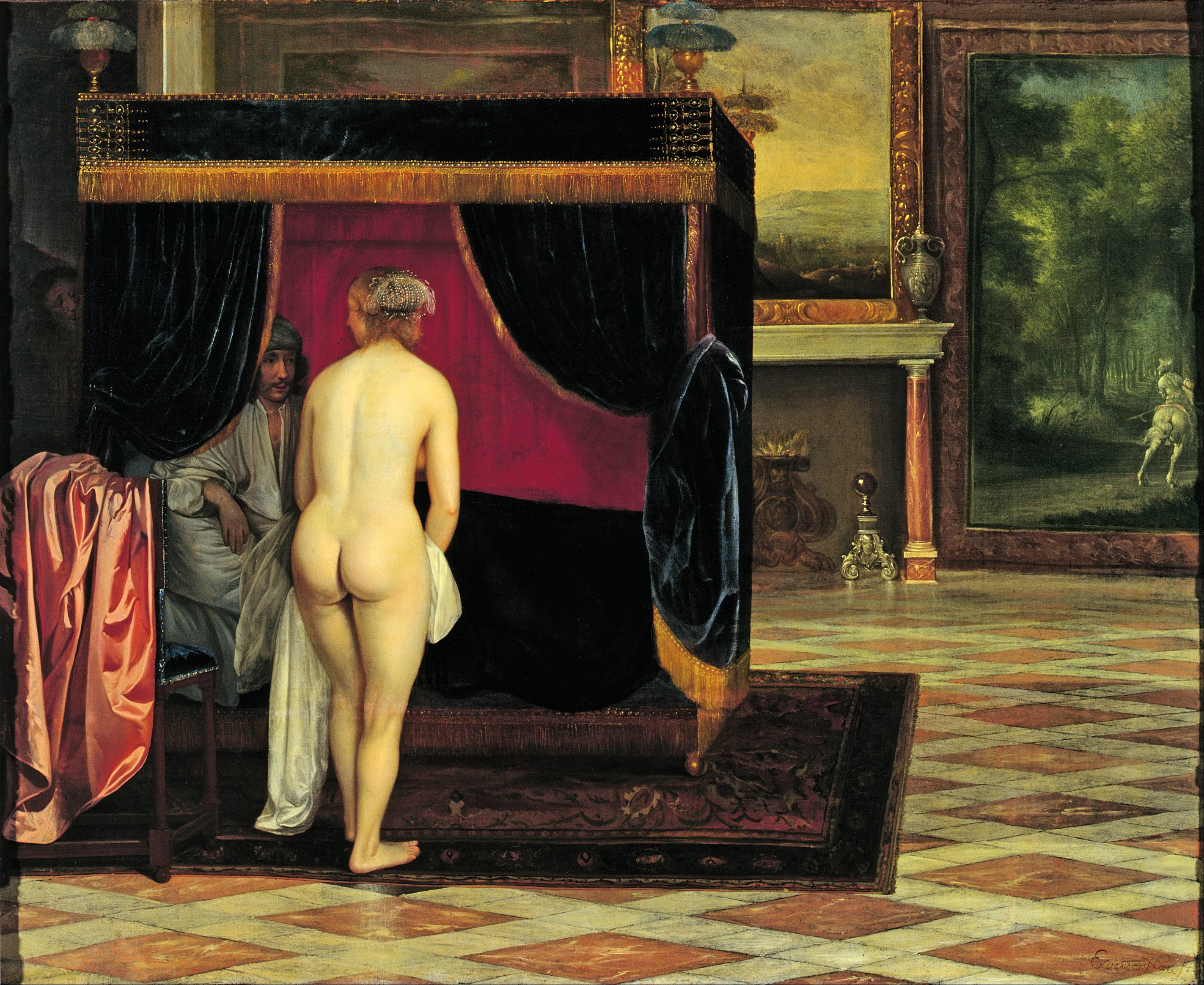
Eglon van der Neer: Die Frau des Kandaules entdeckt den versteckten Gyges.

Ein typisches Beispiel der Körperscham ist die empfundene Nacktheit bei der Unterschreitung einer Mindestgrenze an körperlicher Bedeckung. Die Varianz dieser Grenze kann von einer Hüftschnur zur Bedeckung der Geschlechtsorgane bis zur völligen Verhüllung des Körpers bei einer Ganzkörperverschleierung reichen. Für den Ethnologen Hans Peter Duerr scheint die Körperscham des Menschen nicht kulturspezifisch, sondern charakteristisch für die menschliche Lebensform überhaupt zu sein. So pflegen Naturvölker, die kaum oder gar keine Kleidung tragen, wie die Kwoma in Neuguinea, strenge Blick-Tabus: „Männer dürfen Frauen nicht auf den Genitalbereich oder die Brüste schauen. Begegnen sich Mann und Frau, etwa auf einem Pfad, unterhalten sie sich Rücken an Rücken.“ Dabei lösen die unterschiedlichen Körperteile in ungleichem Maße Scham aus. Für die am meisten schambehafteten Zonen des Körpers, die entblößten Genitalien, werden bezeichnenderweise Begriffe wie Schamgegend oder die weibliche Scham synonym verwendet. Auch die Beschaffenheit und das Aussehen des eigenen Körpers können Anlass zur Scham sein. Auffallende Makel, körperliche Entstellungen, Normabweichungen oder das Empfinden, nicht attraktiv zu sein, lösen bisweilen Schamgefühle aus. Das Beschämen anderer Personen aufgrund körperlicher Merkmale fällt unter den Begriff des Bodyshaming. Die Historikerin Ute Frevert weist darauf hin, dass sich Beschämung und Scham im direkten und übertragenen Sinn an den Körper heften und an ihm haften bleiben. Seit dem 19. Jahrhundert stünde vor allem der weibliche Körper im Mittelpunkt vielfältiger Beschämungspraktiken: „In einer Zeit, die Sexualität ebenso unterdrückte wie obsessiv zum Thema machte, wurden junge Mädchen dazu erzogen, sich für und durch ihren Körper zu schämen, ihn zu verhüllen und vor männlichen Blicken zu verbergen. ‹Schamhaftigkeit› war für Frauen eine conditio sine qua non; als schamlos galten jene, die ihren Körper verkauften oder verschenkten.“

#### Geschlechtsspezifische Scham
„Ein Mann darf nicht weinen, eine Frau nicht fluchen.“ Es zeigt sich, dass die Ausprägungen und Anlässe des Schamgefühls nicht nur einem historischen Wandel unterliegen, sondern auch geschlechtsspezifisch sind. Brené Brown führt das Gefühl der Scham auf Rollenklischees zurück, denen man nicht zu genügen glaubt: „Scham fühlt sich für Männer und Frauen gleich an, aber sie ist nach Geschlecht organisiert.“ Während die Gefühlsscham zumeist dem Mann zugerechnet wird, für den es sich lange Zeit nicht schickte, in der Öffentlichkeit zu weinen, zu erröten oder Furcht zu zeigen, wurde die Körperscham als typisch weibliche Eigenschaft verstanden. Diese Vorstellung einer naturgegebenen Schamhaftigkeit der Frau wird mit ihrer Keuschheit in Verbindung gebracht und reicht bis in die Antike zurück, wo sie vor allem in der bildenden Kunst ihren Ausdruck fand. Sie wurde laut Jean-Claude Bologne mit dem Urchristentum beginnend von einer obsessiven Angst vor der weiblichen Sexualität begleitet. Heute steht der Begriff Slutshaming – das diskriminierende Bezeichnen als Schlampe – für die Abwertung zumeist weiblicher Personen aufgrund ihres sexuellen Verhaltens mit dem Ziel, Schamgefühle auszulösen. Auch die weibliche Menstruation ist in vielen Kulturen schambesetzt (siehe Menstruationsshaming).

#### Gruppenbasierte Scham
Die Theorie der sozialen Identität besagt, dass ein Teil des menschlichen Selbstkonzepts eng mit den Gruppen, denen sich eine Person zugehörig fühlt, in Zusammenhang steht und mit dem Wert sowie der emotionalen Bedeutung verbunden ist, den sie aus dieser Mitgliedschaft ableitet. Dieser Teil wird als soziale Identität bezeichnet. Sie ist die Basis für kollektive Emotionen, die beispielsweise bei Sport- oder Musikveranstaltungen als Gemeinschaftsgefühl oder Gruppeneuphorie erlebt werden können. Dass sich auch Schuld- und Schamgefühle auf Gruppenebene zeigen können, wurde besonders im Zusammenhang mit dem emotionalen Verhältnis der Deutschen zu den Verbrechen der NS-Zeit, insbesondere dem Holocaust, thematisiert. So wurde der Begriff der Kollektivscham maßgeblich vom damaligen Bundespräsidenten Theodor Heuss geprägt, der 1952 im Konzentrationslager Bergen-Belsen deutliche Worte für eine Scham fand, die über die Kollektivschuld der Deutschen hinausreichen sollte: „Und dies ist unsere Scham, dass sich solches im Raume der Volksgeschichte vollzog, aus der Lessing und Kant, Goethe und Schiller in das Weltbewusstsein traten. Diese Scham nimmt uns niemand, niemand ab.“ Für den Theologen Karl-Josef Kuschel wurde er mit dieser Rede bis in die Gegenwart hinein richtungsweisend für das Verhältnis der Deutschen zu ihrer Vergangenheit: „Heuss fordert einen schweren Weg der Selbstreinigung, den wir als Deutsche zu gehen hätten. Wenn man in ein Volk hineingeboren ist, […] dann liebt man dieses Volk. So entstand das Bewusstsein, dass wir stolz waren, Deutsche zu sein. Und das war das Scheußlichste und Schrecklichste, was uns der Nationalsozialismus antat, das er uns zwang, uns schämen zu müssen, Deutsche zu sein.“
Jonas Rees beschrieb zwei Erscheinungsformen kollektiver Scham: die moralische Scham und die imagebezogene Scham. Er führte diese Unterscheidung darauf zurück, dass Menschen in der Regel den Anspruch an sich selbst stellen, zum einen moralisch handelnde und zum anderen geachtete Individuen zu sein. Würde einer dieser beiden Ansprüche verletzt, wäre dies ein Anlass für Schamgefühle der entsprechenden Ausprägung. In einer diese Unterscheidung zur Grundlage nehmenden Studie zu dem Verhältnis von gruppenbasierter Schuld, Scham und Fremdenfeindlichkeit konnte er zeigen, dass das Empfinden von moralischer Scham oder imagebezogener Scham in Bezug auf den Holocaust mit der Einstellung gegenüber Türken in Deutschland korrelierte. Während moralische Scham mit einer positiven, unterstützenden Einstellung einherging, zeigte imagebezogene Scham Überschneidungen mit negativen, feindseligen Einstellungen. Ob und in welcher Weise Menschen aufgrund ihrer sozialen Identität Scham empfinden, hängt also damit zusammen, welche Einstellung sie gegenüber Fremden haben.

#### Fremdscham

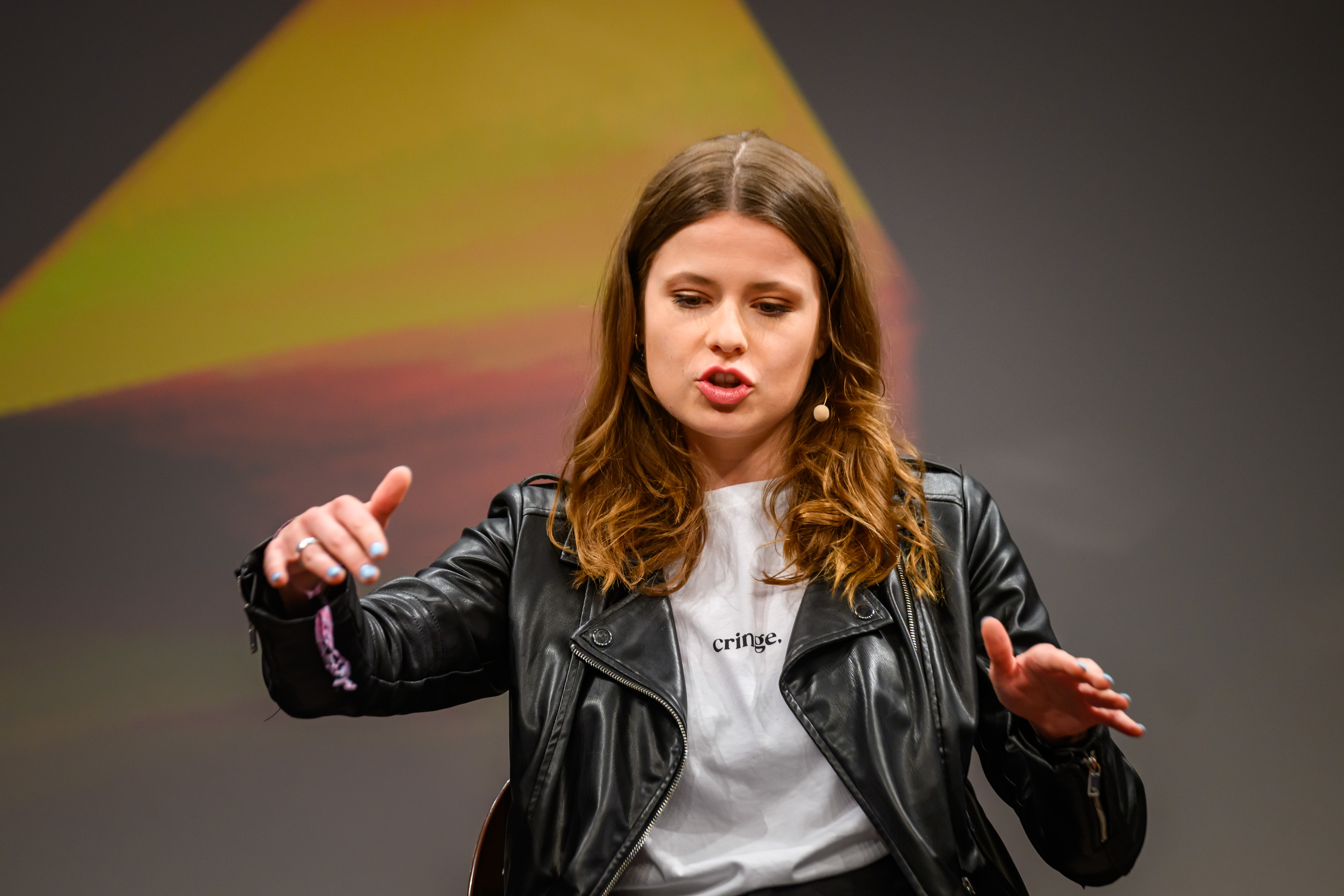
Luisa Neubauer in T-Shirt mit der Aufschrift cringe. (2024)

Scham kann auch durch Verfehlungen oder empfundene Unzulänglichkeit (Peinlichkeit) anderer ausgelöst werden, die einem gemeinschaftlich verbunden sind. Hierfür ist der Neologismus „fremdschämen“ gebräuchlich, der 2009 in den Duden aufgenommen und 2010 in Österreich zum Wort des Jahres gekürt wurde. In der englischen Sprache werden in der Wissenschaftsliteratur seit den 1980er Jahren die Bezeichnungen vicarious embarrassment (stellvertretende Peinlichkeit) oder empathic embarrassment (empathische Peinlichkeit) verwendet. Das Berücksichtigen des Schamgefühls anderer Personen sowie die Wahrung ihrer Würde wird als Taktgefühl bezeichnet und beschreibt eher eine grundsätzliche Geisteshaltung als ein situatives Verhalten.
Für Fremdscham hat sich in der deutschen Jugendsprache das Wort cringe etabliert, das im Deutschen als Adjektiv verwendet wird und 2021 zum Jugendwort des Jahres gewählt wurde. Im Englischen hat das Wort eine ähnliche Bedeutung, ist jedoch ein Substantiv und ein Verb (to cringe: ,sich krümmen‘, ,zusammenzucken‘); das entsprechende Adjektiv heißt cringy. Ein davon abgeleitetes Genre heißt Cringe comedy, ein Vortragsformat Cringe Night.
Ein einschlägiges Beispiel aus der Literatur findet sich in Daphne du Mauriers Roman Rebecca (1938), in dem die junge Erzählerin Qualen über das peinliche Verhalten ihrer Arbeitgeberin leidet:

“Later her friends would come in for a drink, which I must mix for them, hating my task, shy and ill at-ease in my corner hemmed in by their parrot chatter, and I would be a whipping-boy again, blushing for her when, excited by her little crowd, she must sit up in bed and talk too loudly, laugh too long, reach to the portable gramophone and start a record, shrugging her large shoulders to the tune.”

„Später kommen ihre Freunde auf einen Drink, den ich für sie mixen muss, eine Aufgabe, die ich hasse, schüchtern und unbehaglich von ihrem Papageiengeplapper in meine Ecke gedrängt, und wieder bin ich ein Prügelknabe, der für sie [Mrs. van Hopper] errötet, wenn sie sich, von ihrer kleinen Versammlung angereizt, im Bett aufsetzt und zu laut spricht, zu lange lacht, sich nach ihrem tragbaren Grammophon streckt und eine Schallplatte anmacht, ihre dicken Schultern zur Melodie zucken lässt.“

## Einordnungen und Deutungsmuster
Als universelle menschliche Veranlagung sind Schamgefühle, die sich aus einer Vielzahl von individuell und kulturell bedingten Anlässen ergeben können und in unterschiedlich ausgeprägter Intensität erlebt und vermittelt werden, ein Reflexions- und Forschungsfeld sowohl diverser fachwissenschaftlicher Disziplinen geworden als auch fruchtbar für interdisziplinäre Forschungsansätze. Neben individual- und sozialpsychologischen Erscheinungsformen werden unter anderem kulturspezifische Aspekte des Schamempfindens betrachtet, kulturhistorische Besonderheiten zu Vergleichszwecken in den Blick genommen sowie Kunstwerke und philosophische Anschauungen herangezogen.

### Psychologie
Da Sigmund Freud ein stark triebtheoretisch bestimmtes Verständnis der frühkindlichen Entwicklung zum Ausgangs- und Mittelpunkt der von ihm begründeten Psychoanalyse machte – wobei Affekte als Triebabkömmlinge und damit als nachrangig betrachtet wurden – gab er der Scham als Affekt in seinem theoretischen Denken wenig Platz. In der neueren Forschung zur Entstehung von Schamgefühlen, in der das Kontaktbedürfnis des Säuglings zur Mutter bzw. zur Hauptkontaktperson eine zentrale Rolle spielt, werden der Augenkontakt und das Aufeinander-Bezogensein der Gesichter als entscheidend für die gelingende Bindung des Säuglings angesehen und für das mögliche Eintreten erster Schamgefühle: Wenn nicht das freudig erwartete, zugewandte Muttergesicht erscheine, sondern ein fremdes – oder das der Mutter ohne den gewohnt liebevollen Blick –, werde die Zuwendung durch das Kind jäh unterbrochen, wobei die kindliche Reaktion alle Merkmale erwachsenen Beschämtseins aufweise.
Weite Verbreitung fand das angebliche Zitat von Sigmund Freud, der Verlust von Scham sei das erste Zeichen von Schwachsinn. Diese Aussage ist in seinen Schriften allerdings nicht zu finden. Vielmehr wurde die Vorstellung, fehlendes Schamgefühls sei ein Symptom des Idiotismus, bereits verbreitet, bevor Freud begann zu publizieren.

#### Psychoanalyse
Erst in den letzten Jahrzehnten hat sich die Psychoanalyse verstärkt dem Thema zugewandt, um die Bedeutsamkeit von Schamkonflikten und traumatischen Schamerfahrungen für schwerste Pathologien (Dissoziale Persönlichkeit, Sucht, Borderline-Persönlichkeitsstörung, Schizophrenie) nachzuweisen. Wegweisend sind hier insbesondere die Arbeiten von Léon Wurmser. Im Kontext existentieller Abhängigkeit kann das Erleben einer früh erlittenen Zurückweisung oder emotionaler Unerreichbarkeit der Eltern ein fundamentales und absolutes Gefühl des Liebesunwertes verursachen, für das der Psychoanalytiker Léon Wurmser den Begriff der Urscham eingeführt hat, die auch als präödipale oder elementare Scham bezeichnet wird:

„Die radikalste Scham ist es schließlich doch, sich selbst der Liebe anzubieten und als liebensunwert verstoßen zu empfinden – sich als nicht der Liebe und damit der wesentlichsten Achtung würdig zu wissen. Man wird dabei nicht gesehen, fühlt sich in dieser Individualität unsichtbar, des Respekts beraubt.“

Der Freud-Schüler Erik H. Erikson situiert in seinem Stufenmodell der psychosozialen Entwicklung Scham und Zweifel als Effekte einer misslingenden Lernerfahrung von „Autonomie“ des zwei- bis dreijährigen Kindes in der „analen Phase“ (Stufe II seines Modells). Scham tritt hier in Gegensatz zum Stolz über gemeisterte Entwicklungsschritte. Erikson deutet Scham als sekundär gegen das Ich gerichteten Zorn: „Der Schamerfüllte möchte […] die Welt zwingen, ihn nicht anzusehen […]. Er würde am liebsten die Augen aller anderen zerstören. Stattdessen muss er seine eigene Unsichtbarkeit wünschen.“
Auf einer reiferen Entwicklungsstufe können abbrechende Kompetenzerfahrungen und Misserfolge Kompetenzscham auslösen – eine Erfahrung, die für Erwachsene ebenso peinlich sein kann. Demütigungen und Verletzungen der Selbst- und Intimitätsgrenzen durch Übergriffe jeglicher Form bieten ebenfalls Anlass für Schamgefühle.

#### Kognitive Verhaltenstherapie
Autoren wie Gilbert (1997, 1998) unterscheiden zwischen internalisierten und externalisierten Schamgefühlen. Während der externalisierten Scham die Annahme zugrunde liegt, andere Personen könnten die eigene Person als minderwertig, schwach oder unzulänglich bewerten, geht die internalisierte Scham mit der eigenen Abwertung von sich selbst einher. Für die Therapie ist die Unterscheidung zwischen gerechtfertigten und ungerechtfertigten Schamgefühlen von Bedeutung. Von gerechtfertigten Schamgefühlen spricht man, wenn eine Offenlegung des entsprechenden Sachverhalts tatsächlich zu negativen sozialen Konsequenzen führen würde. Wäre nicht mit negativen Konsequenzen zu rechnen, würde man von unberechtigten Schamgefühlen sprechen. Da verschiedene Kulturen über unterschiedliche Normen verfügen können, ist bei der Therapie wichtig zu berücksichtigen, aus welcher Kultur der Patient stammt. Insbesondere bei Migranten könnte es durchaus sein, dass Schamgefühle gegenüber einigen Angehörigen des Patienten berechtigt sind, während sie gegenüber anderen Personengruppen unberechtigt sind. Dementsprechend wird in der Dialektisch Behavioralen Therapie vorgeschlagen, sich bei unberechtigter Scham zu zeigen und – entgegen dem eigenen Impuls – zu handeln. Bei berechtigter Scham wird hingegen durchaus gewürdigt, dass die Scham hier eine soziale Schutzfunktion hat, um die betroffene Person davor zu schützen, ihr Ansehen in der Gruppe zu verlieren. Während die internalisierte Scham durch einen sokratischen Dialog bearbeitet werden könne, sei es bei externalisierter Scham sinnvoll, sich im Verhaltensexperiment zu vergewissern, dass die Umwelt einem nach der Selbstoffenbarung weiterhin wertschätzend begegnet – vorausgesetzt, es handelt sich um unberechtigte Scham, bezogen auf den Personenkreis, demgegenüber man sich öffnet. Eine besondere Form der schamreduzierenden Mutproben sind sogenannte shame-attacking exercises im Rahmen der Rational-Emotiven Verhaltenstherapie, bei denen sich der Patient aktiv Situationen aussetzt, die bisher schambesetzt waren.

#### Psychopathologie
Die Psychiatrie kennt exzessive Scham als Symptom bestimmter Formen neurotischer Krankheitsbilder und Persönlichkeitsstörungen. Schamkonflikte treten in der Narzisstischen und in der Borderline-Persönlichkeitsstörung auf. In seinem Buch Die Scham, das Selbst und der Andere untersucht der Psychotherapeut Jens Leon Tiedemann die Psychodynamik und Therapie von Schamkonflikten. Er geht der Frage nach, ob das Schamgefühl primär als ein intersubjektiver oder eher als ein intrapsychischer Affekt zu verstehen ist. Dabei nimmt er das Konzept von Scham als Affekt, das in der klassischen Psychoanalyse verankert ist, aus der Perspektive der Intersubjektivitätstheorie in den Blick und fragt, wie es dazu kommt, „dass das individuelle Schamerleben – wie kaum ein anderes Gefühl – so ansteckend im zwischenmenschlichen Kontakt wirkt.“.

#### Sozialpsychologie
Die Psychologie der Scham wurde vom Sozialwissenschaftler Stephan Marks auf den Nationalsozialismus angewandt. Marks unterscheidet vier Quellen der Scham:
1. Scham infolge von Missachtung,
2. Scham infolge von Grenzverletzung („Intimitäts-Scham“),
3. Scham infolge von Ausgrenzung und
4. Scham infolge von Verletzung der eigenen Werte („Gewissens-Scham“).

Darüber hinaus beschreibt er Scham-Abwehrmechanismen, die dazu dienen, die eigenen Schamgefühle von sich zu weisen: Die Projektion auf andere, das Beschämen anderer, Zynismus und Arroganz, aggressives Verhalten, Mobbing, Perfektionismus, Suchtverhalten und emotionale Erstarrung. Er vergleicht die Scham mit einem Seismographen, „der sensibel reagiert, wenn das menschliche Grundbedürfnis nach Anerkennung, Schutz, Zugehörigkeit oder Integrität verletzt wurde.“
Scham wird oft als negativ empfunden, da sie den Menschen emotional hemmt und Individualität und Kreativität unterbindet. Sie kann das Bekenntnis zu einem Partner, für den wahre Liebe empfunden wird, ebenso verhindern wie den Widerstand gegen Ungerechtigkeit oder die Wahl eines (von anderen als unstandesgemäß empfundenen) passenden Berufs. Dennoch kann Scham einen „Nutzen“ bringen. So zeigen Sznycer et al. in einer vergleichenden evolutionsbiologischen Studie, dass Scham eine wichtige evolutionäre Anpassung darstellt, indem Schamgefühl dem Einzelnen dabei hilft, Handlungen zu vermeiden, die ihn innerhalb einer Gemeinschaft abwerten oder gar ächten. Im sozialen Kontext bewirkt das Schamgefühl, dass Distanz zu anderen Personen eingehalten und Intimität geschützt wird. Damit führt sie zu einer Haltung des Respekts sich selbst und anderen gegenüber: „Einerseits ist sie Ausdruck eines Anpassungsmodus an soziale Werte – und somit Regulationsfaktor in der Sozialisation. Andererseits ist sie als Bewahrer der Grenzen und des Selbstwertgefühls zu verstehen.“
Unter dem Titel „Königswege“ der Entwürdigung beschreibt Friedrich W. Stallberg drei schamauslösende Handlungsmuster und grenzt sie voneinander ab: Demütigung definiert er als „ein mit Zwang arbeitender Ausschlussprozess in zwischenmenschlichen Begegnungen, sozialen Institutionen und internationalen Beziehungen“. Beschämung beschreibt er als „beabsichtigte interaktive Bloßstellung einer Person, die Normbrüche, Makel und Fehleistungen thematisiert“. Bei der Degradierung wird einer Person der zuvor eingenommene Status in einem von speziellen Regeln gesteuerten Verfahren öffentlich entzogen.

### Kulturanthropologie
Maria-Sibylla Lotter beschreibt die Scham als objektivierendes Selbstbewusstsein und weist darauf hin, dass in vielen traditionellen Gesellschaften unter dem moralischen Selbstbewusstsein die Schamfähigkeit verstanden wird: „Sanktionen können eine Person ebenso wenig erreichen wie ein vernünftiger Ratschlag, wenn sie nicht schon ein moralisches Selbstverständnis entwickelt hat, das sich als Scham äußert und der Person Gründe liefert, die Autorität von Eltern und die Kompetenz von Ratgebern anzuerkennen.“
Über das individuelle Erleben hinaus lassen sich Scham und Schuld auch als kulturelle Differenz der sozialen Konfliktverarbeitung verstehen. Ruth Benedict verglich Gesellschaften in Anlehnung an die Kulturanthropologie von Margaret Mead anhand der in ihnen vorherrschenden Ausprägung von Scham- und Schuldkultur miteinander. Während das Konzept der Schuld auf eine innere Instanz – das Gewissen – verweise, sei der Maßstab der schamorientierten Kultur die Gesellschaft, in der Ehre eine wichtige Rolle spiele. Innerhalb der sozialen Kontrollmechanismen könne also zwischen internen und externen Sanktionen unterschieden werden. „Regelverletzungen führen zu einer Beschämung des Individuums und der Gemeinschaft – und wenn der Zustand andauert, zur Schande.“
Sighard Neckel bezeichnet Scham und Schuld als „psychische Wachposten der Person“. Um sie abzugrenzen, nutzt er den Begriff der Gewissensangst oder der moralischen Angst für Schuld und den Begriff der sozialen Angst für Scham: „Schuld ist das Gefühl, durch eigenes Handeln die Verletzung einer Norm verantwortet zu haben; Scham jenes, in seiner Integrität beschädigt zu sein. Schuld entsteht in der Übertretung von Verboten, Scham im Verfehlen eigener Ideale.“ Demnach bezieht sich Schuld auf ein inneres Gebot, welches übertreten wird oder auf das, was wir als „das Böse“ in uns anerkennen. Schuld bedarf keiner Entdeckung, sie stellt lediglich auf unser moralisches Empfinden ab. Für Ulrich Greiner gibt es so gut wie keine Gesellschaft, „in der Scham derart ausschließlich handlungsleitend wäre, dass nicht auch Fragen des Gewissens und der Schuld eine Rolle spielten; so wie es umgekehrt auch keine Gesellschaft gibt, in der Schuldgefühle nicht auch von Scham begleitet würden.“ Folglich könnten die Begriffe Schamkultur und Schuldkultur nicht dazu dienen, eine Entwicklung von einer primitiven zu einer komplexeren Kulturstufe zu beschreiben, wohl aber dazu, „das weitläufige Feld von Scham und Schuld zu analysieren und zu strukturieren.“

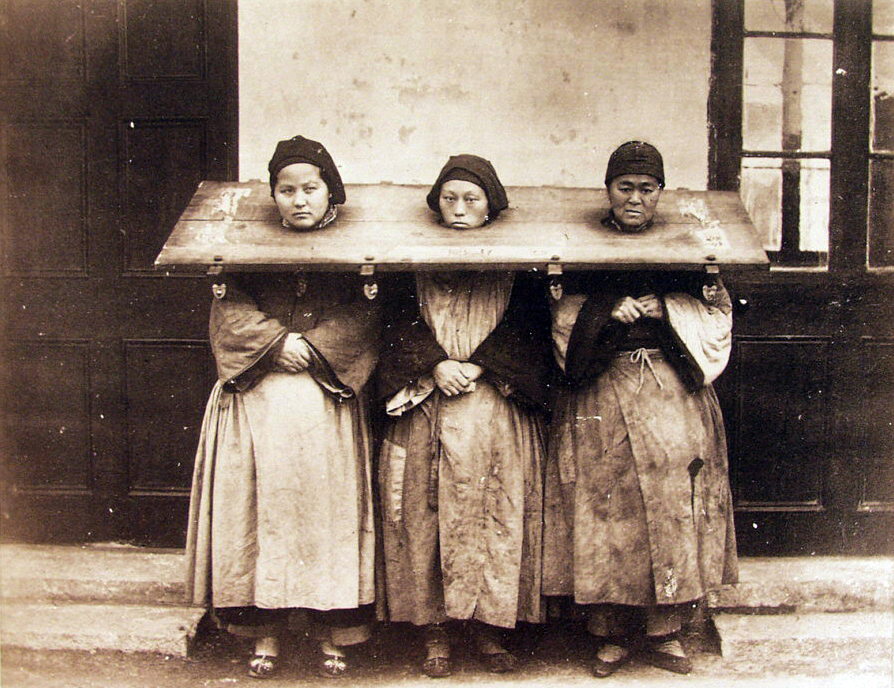
Drei Frauen am Pranger, China, Anonym, um 1875

In allen Gemeinschaften sind Formen der Demütigung, die ein gezieltes Auslösen von Schamgefühlen anderer Personen in erzieherischer oder feindseliger Absicht darstellen, eine scharfe soziale Sanktion. Bis ins 19. Jahrhundert wurden Beschämungen in Form von Schand- und Ehrenstrafen gezielt als Machtinstrument der Staatsgewalt eingesetzt. Verurteilte wurden an einen Pranger gefesselt und schutzlos den Schmähungen der Passanten ausgesetzt. Heute ist die Redewendung, jemanden an den Pranger zu stellen, für öffentliche Bloßstellungen in den Sozialen Medien und der Presse gebräuchlich. Umgekehrt gilt das Schützen der Mitmenschen vor Scham und Verlegenheit als Form der Höflichkeit und ist ein Ausdruck von Respekt.
Soziologisch betrachtet kennen alle Gesellschaften – zum Teil höchst unterschiedliche – Gegenstände der Scham, tragen somit Merkmale einer Schamkultur, während nur einige als ausgeprägte „Schuldgesellschaften“ verstanden werden können. Augenscheinliche Übereinstimmungen im allgemeinen Umgang mit Schuld und Scham zeigen sich in dem universell verbreiteten Tabu-Verhalten der menschlichen Gesellschaften. In der heutigen Ethnologie gilt die Klassifizierung in Scham- und Schuldkulturen aufgrund ihrer einseitigen theoretischen Perspektive und problematischen ethisch-politischen Implikationen als nicht mehr haltbar.
Dass Schamgefühle je nach Kulturkreis unterschiedlich weit verbreitet sind und in ihrer gesellschaftlichen Relevanz variieren, zeigte auch Daniel Fessler, indem er zwei Probanden-Gruppen aus Indonesien und Kalifornien eine Liste mit 52 Gefühlen vorlegte, die diese nach Bedeutsamkeit sortieren sollten. Bei den Asiaten lag die Scham auf Platz zwei, bei den Amerikanern auf Platz 32. Während man in asiatischen Ländern also sehr bemüht ist, niemals das Gesicht zu verlieren, haben Amerikaner ein eher entspanntes Verhältnis zum Schamgefühl und finden andere Emotionen bedeutsamer.
In der vom Daoismus geprägten traditionellen koreanischen Kultur steht das Schamgefühl in einer engen Beziehung zum Gewissen als der lebenslang zur Verwirklichung der eigenen Natur mahnenden Instanz. Zu dieser nach innen gerichteten Scham kommt die Kultur der Gesichtswahrung als Reflex auf eine mögliche Beschämung von außen hinzu. Dabei geht es vor allem um die Gesichtswahrung der Familie durch ihre Mitglieder, also etwa um die Ehrfurcht der Kinder vor ihren Eltern oder um den Gehorsam der Frau gegenüber ihrem Mann. Im Zuge der Modernisierung der koreanischen Gesellschaft, so Zuk-Nae Lee, haben sich mit neuen Werten wie Freiheit, Gleichheit und Reichtum auch die Objekte des Schamgefühls verändert, zu denen nun besonders Untüchtigkeit und Armut gezählt werden. Dies habe dazu geführt, dass koreanische Eltern alles dafür einsetzen, ihren Kindern die bestmögliche Ausbildung zu verschaffen.
Norbert Elias hat 1939 in Über den Prozeß der Zivilisation das „Vorrücken der Schamschwelle“ als wesentliches Element der „Zivilisation“ seit dem Mittelalter zu einem soziologischen Schlüsselbegriff gemacht, indem er in der Scham ein wesentliches Kriterium für die Umwandlung von Fremd- in Selbstzwänge sah.
Hans Peter Duerr hat in dem sich gegen Elias wendenden Werk Der Mythos vom Zivilisationsprozess vor allem im ersten Band Nacktheit und Scham nachzuweisen versucht, dass eine niedrige Schamschwelle gerade eine sehr hohe Zivilisierung voraussetze und nur in einem streng konventionalisierten Rahmen möglich werde. Er sah einen Bedeutungsverlust der Scham.

### Kulturgeschichte
Jean-Claude Bologne konstatiert, dass es das Schamgefühl schon immer gegeben habe, es sich jedoch im Lauf der Jahrhunderte in durchaus unterschiedlichen Bereichen manifestierte. So habe jede Epoche einen bestimmten Aspekt des Schamgefühls in den Vordergrund gerückt. Außerdem sei zwischen exzessiver Freizügigkeit und exzessiver Prüderie stets ein gewisses Gleichgewicht auszumachen. So stand in der Renaissance einer größeren Freizügigkeit gegenüber der Nacktheit in der Kunst eine übertriebene Schamhaftigkeit im Alltagsleben gegenüber. Umgekehrt wurde die Blöße in der Malerei des Mittelalters verhüllt, während man in anderen Bereichen „nackte Tatsachen durchaus zu schätzen wusste“.
Jean-Claude Bologne weist in Nacktheit und Prüderie: Eine Geschichte des Schamgefühls auf eine hierarchische Komponente des historischen Schamgefühls hin: Während man sich genierte, in Anwesenheit angesehener Personen, denen man Achtung schuldete, nackt zu sein, zog man sich im Beisein von Bediensteten ohne Scham aus. Aus diesem Blickwinkel zeigt sich die Schamhaftigkeit als Zeichen der Unterlegenheit in einem Machtgefälle.
Im 18. Jahrhundert wurde das Schamgefühl bisweilen als Konvention verstanden, zu der vor allem die Frauen erzogen wurden:

„Es ist klar, daß drei Viertel des Schamgefühls anerzogen sind. […] Die Schamhaftigkeit ist das Wunderwerk der Kultur. Bei den wilden und halbbarbarischen Völkern gibt es nur Liebe aus Sinnlichkeit, und zwar gröbster Art. Erst die Schamhaftigkeit gesellt zu der Liebe die Phantasie und erweckt sie dadurch zum wahren Leben.“

So vertraten Honoré de Balzac und Stendhal die Ansicht, dass ein durch die Scham verborgenes Begehren umso mächtiger würde und die Hürde der Scham die Begierde erst recht entflammen würde.
Ende des 18. Jahrhunderts sinnierte Friedrich Schleiermacher in seiner Schrift Versuch über die Schamhaftigkeit darüber, „daß es bei der Schamhaftigkeit darauf ankomme, gewisse Vorstellungen, diejenigen nämlich, welche sich auf die Mysterien der Liebe beziehen, entweder gar nicht zu haben oder wenigstens nicht mitzutheilen, und dadurch in Andern zu erregen“. Demgegenüber sei es aber naturgemäß und auf eine gewisse Art doch erlaubt, Vorstellungen zu haben, welche die Schamhaftigkeit ächtet. Es komme darauf an, „die Grenzlinie zwischen diesem und dem Verbotenen zu finden“. Schleiermacher sieht diese Grenzlinie in der Liebe verwirklicht, welche den Gegensatz zur „rohen Begierde“ bildet. Wenn Liebe im Spiel sei, gelte: „Der Zustand des Genusses und der herrschenden Sinnlichkeit hat auch sein Heiliges und fordert gleich Achtung, und es muß ebenfalls schamlos seyn, ihn gewaltsam zu unterbrechen.“ Somit seien die Gesetze der Scham in der Liebe auf eine gewisse Art außer Kraft gesetzt.
Die Wissenschaftlerin Jennifer Jacquet sprach 2015 auf der Plattform dctp.tv über den „Unterschied zwischen Online- und Offline-Scham“. Sie interessiert sich insbesondere für die Frage, welchen Einfluss Scham auf kooperatives Verhalten in Gruppen hat und betont, wie wichtig es bei interkulturell zusammengesetzten Gruppen – also auch im Internet – sei, der je verschiedenen Normen in den verschiedenen Kulturen gewahr zu sein.

### Philosophie
Hesiod, für den Rechtsnormen das nötige Korrektiv zu menschlicher Hybris bilden, betrachtet Schamgefühle als Hüter des inneren Rechtsgefühls. „Das die Scham begleitende internalisierte Normbewußtsein“, heißt es bei Martin F. Meyer, „verschafft sich in der Gestalt des Rechts nun objektive Geltung. Zugleich treten Scham und Recht auseinander. Die Schamempfindung bildet fortan das gewissermaßen ‚subjektive‘ Korrelat zu den ‚objektiven‘ Rechtsprinzipien.“
Der auf Maß und Mitte bedachte Aristoteles ordnet die Schamhaftigkeit zwischen der vor allem zurückschreckenden Schüchternheit und der sich vor gar nichts fürchtenden Schamlosigkeit ein. Scham steht bei ihm für die Furcht vor einem Ehrverlust, der infolge feigen, ungerechten oder zügellosen Handelns droht. Derartige Schamgefühle haben Aristoteles zufolge einen spezifischen gesellschaftlichen Adressaten- bzw. Verursacherkreis. Sie gründen in Werturteilen darüber, wem man Achtung und Bedeutung zumisst. Keine oder entsprechend weniger Scham empfindet man folglich gegenüber Personen, denen man kaum Achtung zollt.
David Hume beschäftigt speziell die Gegenüberstellung von Scham und Stolz. Beiden liegt das menschliche Streben nach Anerkennung zugrunde, nach Anerkennung durch andere, aber auch danach, vor der je eigenen moralischen Selbstbeurteilung bestehen zu können. Laut Rudolf Lüthe sind Stolz und Scham neben Liebe und Hass für Hume die wichtigsten menschlichen Affekte.
Für Friedrich Nietzsche ist die Befreiung von Scham vor sich selbst das Siegel der erreichten Freiheit. Damit richtet er sich gegen moralische Instanzen, die durch Konventionen Mechanismen der Beschämung in Gang setzen.
Max Scheler sieht für Schamgefühle einen zeitlich ausgedehnten Wirkungsraum. Sie kommen nicht nur als gegenwartsbezogene vor, sondern können auch an Zurückliegendes anknüpfen oder als „Vorgefühl“ auf Zukünftiges gerichtet sein. Im letzteren Fall dienen sie der Abwendung oder Vermeidung dessen, was Scham erzeugen könnte, stützen damit Selbstvorsorge und Selbstwertgefühl beziehungsweise die individuelle Identität und Integrität. In anthropologischer Dimension ist Scham für Scheler Ausdruck der Gespaltenheit zwischen sinnlichen Trieben und geistigem Streben und des Ringens um ein ständig gefährdetes Gleichgewicht. „Die Scham ist das Innewerden dieser Bruchstellen und Wunden unserer Existenz, die gefühlte Gebrochenheit, Verwundetheit und Fragilität des Selbst“, kommentiert Eduard Zwierlein.
In der existentialistischen Philosophie des frühen Sartre (L'être et le néant, 1943, dt. Das Sein und das Nichts) offenbart sich in der Scham das „Für-andere-Sein“ als Selbstentfremdung bzw. Verdinglichung, die das „Für-sich“ in der konflikthaften Begegnung mit dem anderen erleidet; Scham ist insbesondere Anerkennung der Tatsache, dass ich so bin, wie der andere mich sieht.

## Religiöse Muster und Akzente

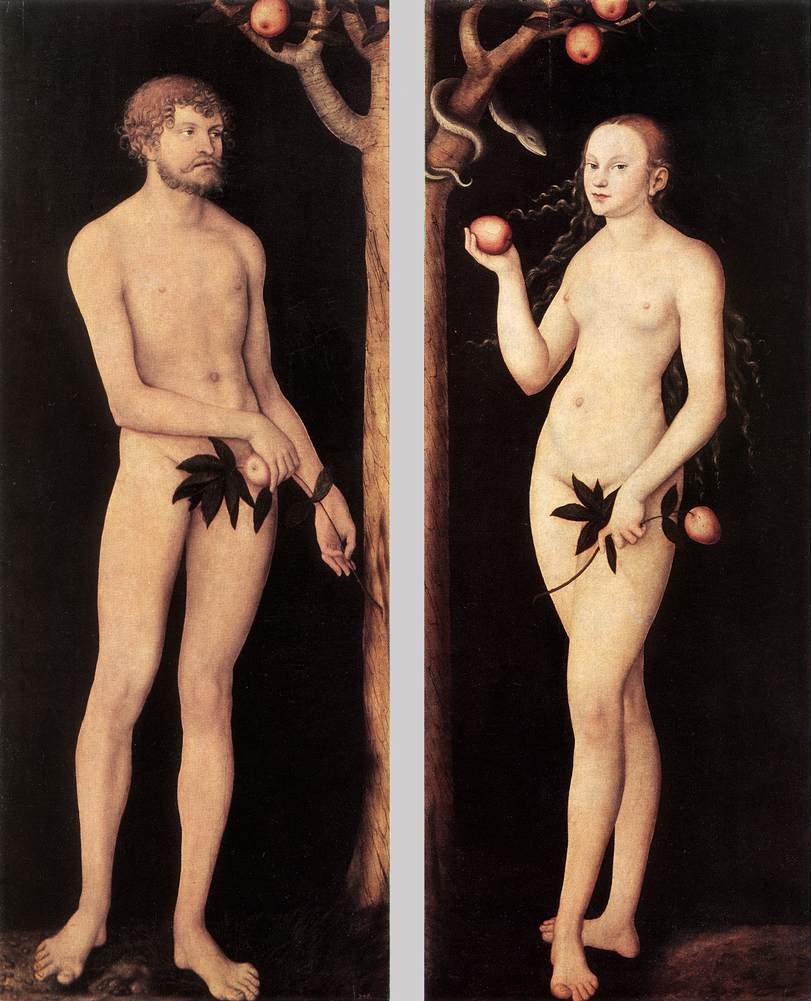
Lucas Cranach d. Ä.: Adam und Eva

Für Abrahamitische Religionen (Judentum, Christentum, Islam) führt das Bewusstsein, gegen göttliche Weisung verstoßen zu haben, zu Scham. So empfanden Adam und Eva ihr Nacktsein plötzlich als unangemessen: „Da gingen beiden die Augen auf und sie erkannten, dass sie nackt waren. Sie hefteten Feigenblätter zusammen und machten sich einen Schurz.“(Gen 3,7 ) Während der schamfreie Urzustand die Gemeinschaft mit Gott kennzeichnete, war die Scham hier keine Tugend wie in der antiken Vorstellung, sondern eine Signatur der „Krankheit“, die zur Vertreibung aus den Paradies führte. Das Motiv der Scham setzt sich fort, als ihr erster Sohn Kain seinen Bruder Abel im Affekt tötet, nachdem er von Gott beschämt worden ist, der sein Opfer ignoriert hat: „Der Herr schaute auf Abel und seine Gabe, aber auf Kain und seine Gabe schaute er nicht. Da überlief es Kain ganz heiß und sein Blick senkte sich.“(Gen 4,4 ) Für seinen Brudermord wird er von Gott mit dem Kainsmal gezeichnet, das seine Tat für alle sichtbar macht und damit zum Stigma wird. Auch Noah handelt aus Scham und verflucht seinen jüngsten Sohn Ham, weil dieser ihn nackt gesehen hat: „Als Noach aus seinem Weinrausch erwachte und erfuhr, was ihm sein jüngster Sohn angetan hatte, sagte er: Verflucht sei Kanaan. Sklave der Sklaven sei er seinen Brüdern!“ (Gen 9,24 ) Somit stehen drei Schamgeschichten gleich in den Anfängen der Schöpfungsgeschichte. Michael Klessmann kritisiert, dass dieser Aspekt in der christlichen Anthropologie kaum wirkungsmächtig geworden ist. Stattdessen habe sich die Theologie vorwiegend mit der Schuld des Menschen befasst und Sünde als Schuld interpretiert. Die Scham wurde weitgehend außen vor gelassen und führte zu einer „Anthropologie, die den Menschen einseitig von den Phänomenen der Sünde und der Schuld – und damit von seinen Taten her zu verstehen sucht.“ In den Evangelien gipfeln verletzte Schamgefühle in der öffentlichen Entehrung und Kreuzigung Jesu, der mit den Initialen INRI als Jesus von Nazaret, König der Juden verspottet wird. Nach der Auferstehung schämt sich Petrus dafür, Jesus drei Mal verleugnet zu haben.

## Darstellung in den Künsten
Die Literatur stellt für Ulrich Greiner ein „hervorragendes Archiv“ dar, „das die Wandlungen der Gefühlskultur sammelt und aufbewahrt“. Schuld, Scham und Peinlichkeit zählten zu den stärksten Antriebsfedern von Literatur, nämlich „als Ausdruck eines unlösbaren Konflikts, als rückwirkende Schambewältigung, als Erklärungsversuch des Unverstandenen, vielleicht gar Unerklärbaren“. Dabei sei die Scham, die ein Ich im gegebenen Augenblick empfinde, eine andere als die literarisch gestaltete Scham. Der Unterschied liege aber nicht im Wahrheitsgehalt, sondern bestehe nur darin, „dass wir uns über das zur Sprache gewordene Schamgefühl verständigen, vielleicht daraus lernen können“, während die jeweils unmittelbar empfundene Scham für sich bleibe.

### Historische Stoffe und Motive

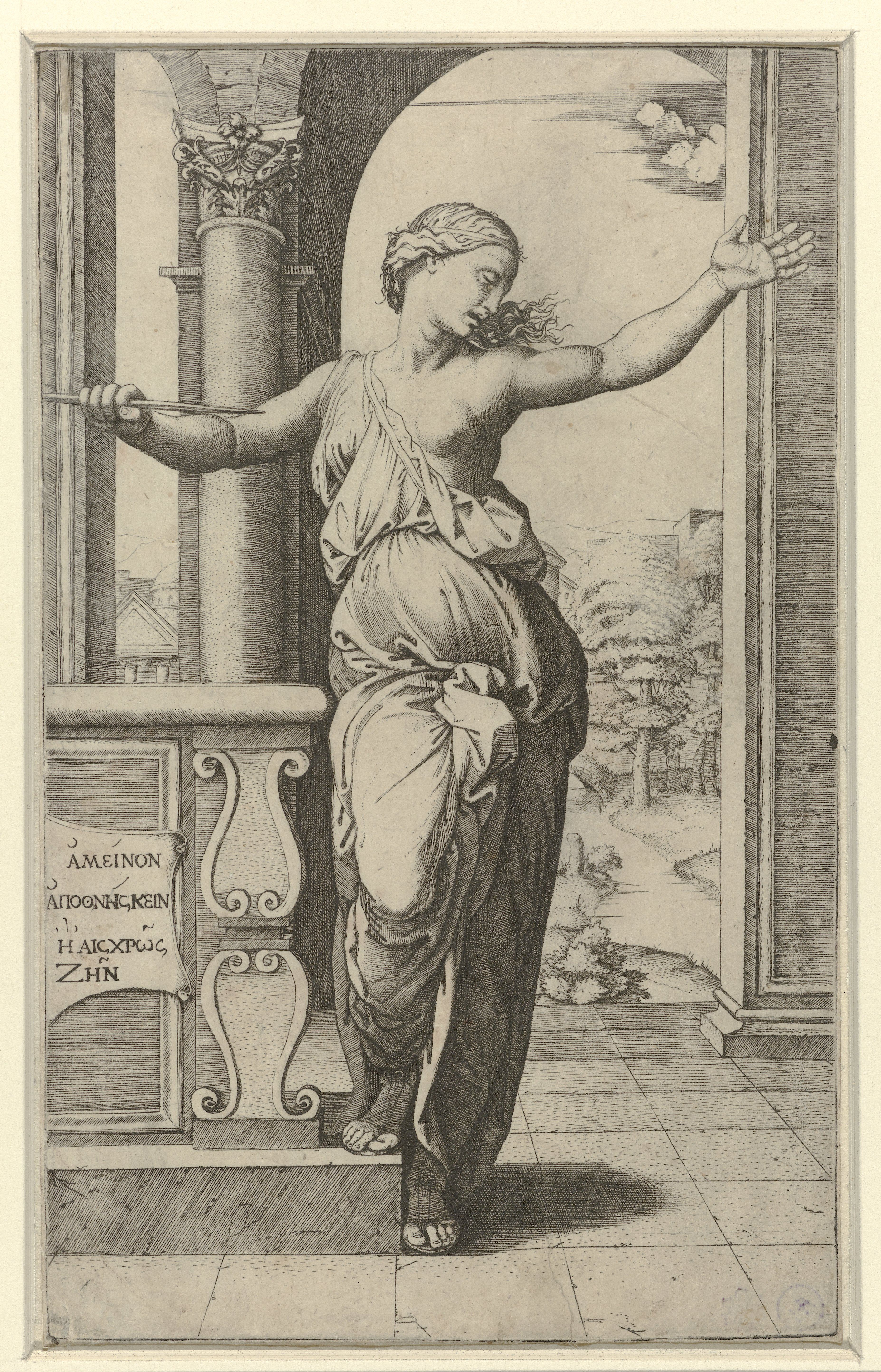
Lucretia, den Dolch in der Rechten,
Kupferstich von Marcantonio Raimondi um 1511

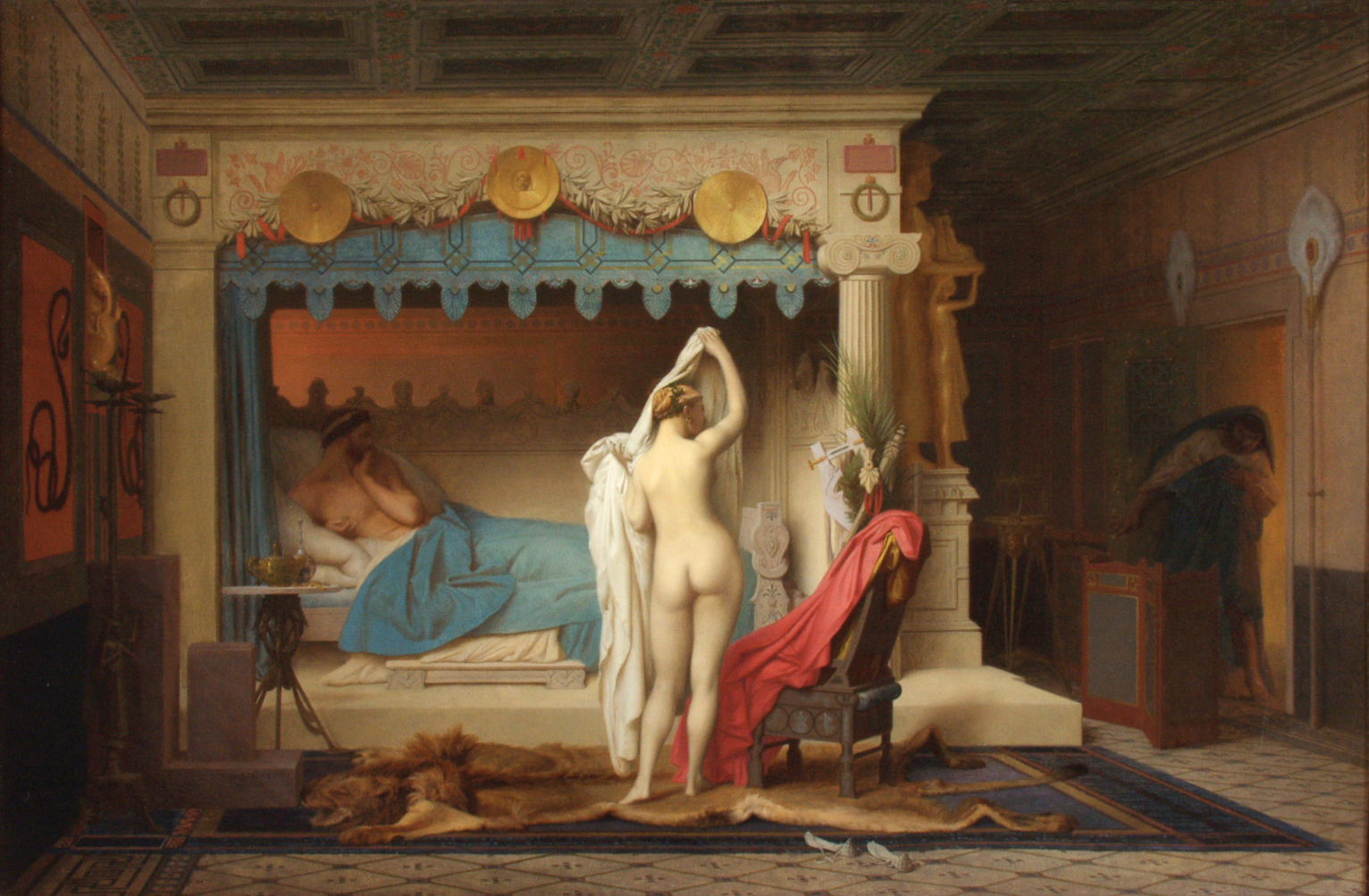
Jean-Léon Gérôme – Kandaules

Das Schamgefühl wird in Literatur und bildender Kunst vielfach behandelt. Klassisches und häufig aufgenommenes Motiv vor allem in der Malerei ist der Suizid der Lucretia aus Scham.
An vorderer Stelle im Ersten Buch seiner Historien schildert Herodot einen Fall folgenreich verletzter Scham durch insgeheim beobachtete Nacktheit: König Kandaules renommiert vor seinem Vertrauten Gyges mit der Schönheit seiner Frau und möchte sie sich von diesem bestätigen lassen. Er beredet den Widerstrebenden, seine Frau heimlich nackt zu betrachten. Als diese in entblößtem Zustand Gyges als Beobachter doch bemerkt, bringt ihr Schamgefühl sie dazu, den Gyges zum Mord an ihrem für diese Beschämung verantwortlichen Gatten anzutreiben. Friedrich Hebbel variiert diesen Stoff in seinem Drama Gyges und sein Ring (1854) unter anderem im Ausgang der Geschichte: Nachdem sich beide Männer auf einen fairen Kampf Mann gegen Mann verständigt haben, in dem Kandaules unterliegt, führt Gyges die bei Hebbel Rhodope geheißene Frau zum Traualtar, wo sie ihm die Hand zum Gelöbnis reicht – und sich umbringt.
Ein aus der Antike als typisch männlich überliefertes Schammotiv erscheint in Homers Ilias, da Hektor sich dem Wunsch seiner Frau Andromache widersetzt, die ihn speziell des gemeinsamen Sohnes wegen unter Tränen anfleht, sich nicht in die Schlacht zur Verteidigung Trojas gegen die Griechen zu werfen. Hektors väterlicherseits eingepflanztes Selbstverständnis verlangt, immer der Erste und anderen in Troja Vorbild zu sein, um Schande vom Familiengeschlecht fernzuhalten. „Mich auch härmt das alles, o Trauteste, aber ich scheue / Trojas Männer zu sehr und die saumnachschleppenden Weiber, / Wenn ich hier wie ein Feiger entfernt das Treffen vermeide. / Auch verwehrt es mein Herz, denn ich lernete, tapferen Mutes / Immer zu sein und voran mit Trojas Helden zu kämpfen, / Schirmend zugleich des Vaters erhabenen Ruhm und den meinen!“ Im 22. Gesang der Ilias bekräftigt Hektor vor dem Kampf auf Leben und Tod mit Achilleus, dem er sich durch Flucht hinter die Mauern Trojas hätte entziehen können, dieses Motiv: „Wehe mir, wollt ich jetzt durch Tor und Mauer hineingehn, / Würde Polydamas gleich mit kränkendem Hohn mich belasten / […] doch mir weit heilsamer wär’ es, / Mutig entweder mit Sieg von Achilleus’ Morde zu kehren, / Oder durch ihn zu fallen im rühmlichen Kampf vor der Mauer.“ Mit dem eigenen Ehrverlust droht für Hektor zugleich der des Familiengeschlechts. Letztlich gilt es, gegen die Auslöschung der Stadt und gegen Versklavung von Frauen und Kindern durch die Feinde, unter Einsatz des eigenen Lebens alle Kräfte aufzubieten. In welchem Maße die Scham die Kampfbereitschaft der Kontrahenten im homerischen Epos bestimmt, zeigt sich für Martin F. Meyer im fünften Gesang der Ilias, wo es heißt: „Freunde! Seid Männer und faßt Euch ein wehrhaftes Herz! / Und habt Scham voreinander in den starken Schlachten! / Da wo Männer sich schämen, werden mehr gerettet werden als getötet; / Den Fliehenden aber entsteht weder Ruhm noch Rettung!“